# Canon à carbure

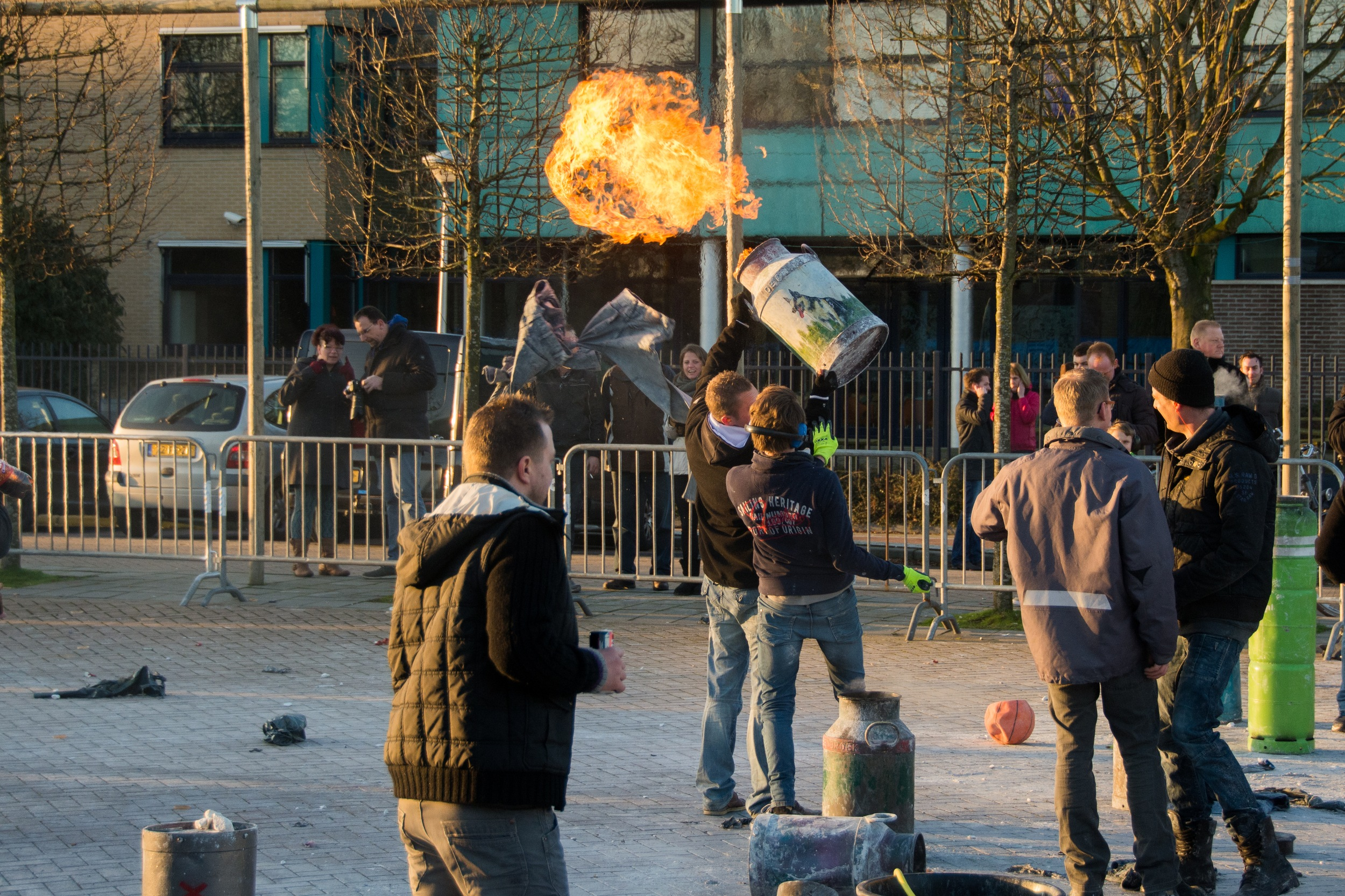
Canon à carbure à Kampen.

Le canon à carbure ou canon sonore ou tir au carbure (néerlandais : carbidschieten, flamand : carbuurschieten ; brabançon : melkbusschieten, losschieten ou  pulleschieten) est une tradition principalement néerlandaise qui consiste à produire des explosions dans des récipients avec du carbure de calcium.

## Technique

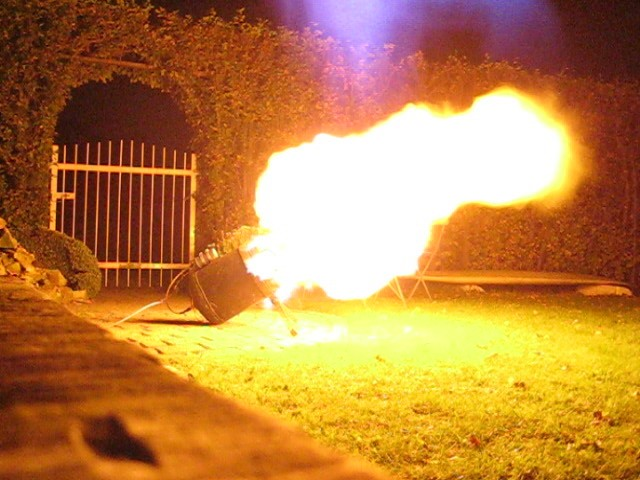
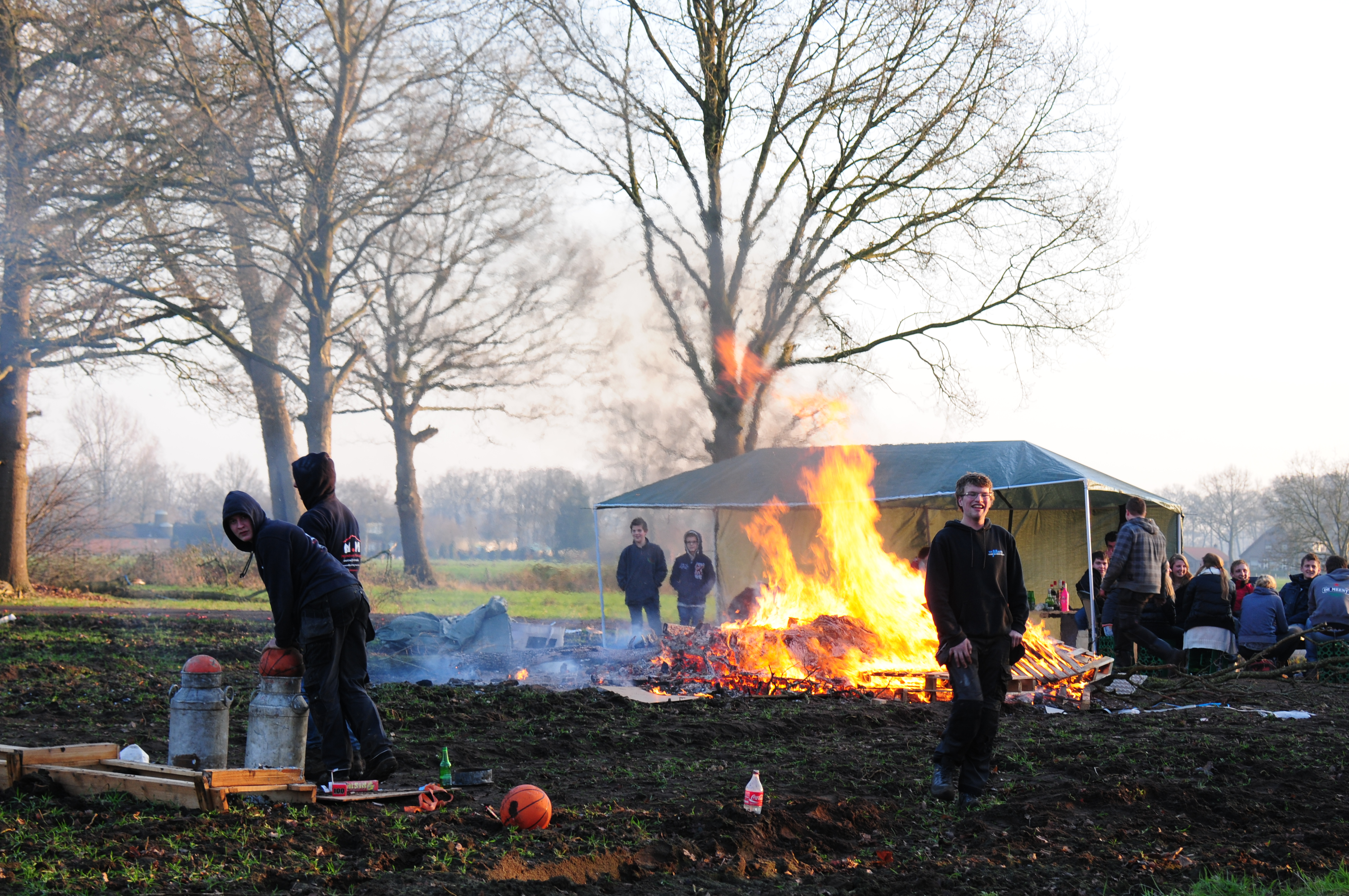

Le carbure de calcium est placé dans un bidon à lait, un pot de peinture ou une bouteille de gaz adaptée, puis le récipient est légèrement mouillé, après quoi la boîte est fermée avec le couvercle, une boule ou un ballon. L'acétylène qui se forme est enflammé par un petit trou (avec une bougie ou un chalumeau) et explose avec une forte détonation. Le couvercle ou la balle est alors projeté hors de la boîte et peut se retrouver à des dizaines de mètres de distance. Il est donc recommandé de porter une protection auditive lors du tir au carbure. 
Dans certains villages, on utilise des dizaines de boîtes de conserve simultanément et il est important de bien diriger le moment d'activation, de sorte que les boîtes de conserve éclatent toutes régulièrement les unes après les autres. Cette forme de tir au carbure est souvent organisée lors d'événements associatif ou au Nouvel An.
Pour provoquer des détonations encore plus fortes, certains utilisent parfois des contenants plus grands, comme des cuves à lisier transformées.
En 2014, le tir au carbure a été inscrit sur la liste nationale du patrimoine immatériel des Pays-Bas,.
Du fait des risques qu'il présente, le tir au carbure est de plus en plus réglementé voire interdit